# Suahili

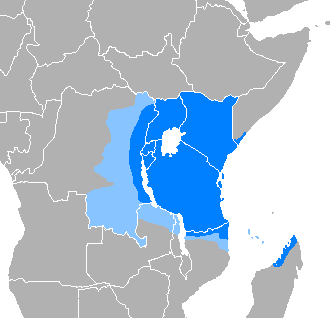
Àrea de parla suahili

Detall de l'àrea de parla suahili

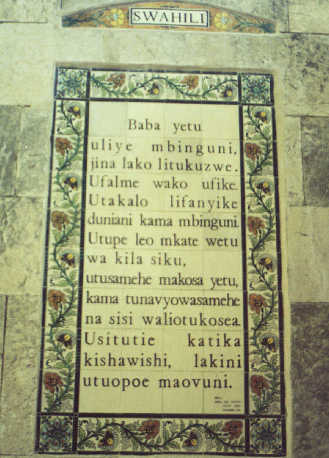
Parenostre en suahili

El suahili (anomenat kiswahili en suahili) és una llengua bantu àmpliament parlada a l'Àfrica Oriental. El suahili és la llengua materna dels suahili, que habiten una extensió de 1.500 km de la costa africana Oriental des del sud de Somàlia fins al nord de Moçambic, incloent-hi les illes costaneres com l'arxipèlag de Zanzíbar. Durant el domini de l'Imperi Britànic, la seva administració la va fomentar com a llengua de relació; actualment és la llengua negroafricana més estesa. Té aproximadament uns cinc milions de parlants com a primera llengua i entre cinquanta i cent milions de parlants com a segona llengua.
El suahili ha esdevingut una llengua franca per a Àfrica Oriental i àrees circumdants.
És llengua oficial (cooficial) a Kenya (juntament amb l'anglès), Tanzània (juntament amb l'anglès), República Democràtica del Congo (juntament amb el lingala, el kikongo, el chiluba i el francès) i Ruanda (juntament amb el kinyarwanda, l'anglès i el francès). La forma estàndard està basada en el dialecte de l'illa d'Unguja, a Zanzíbar, el kiunguja. El kingwana és el dialecte força diferenciat utilitzat a l'est de la República Democràtica del Congo.

## Classificació
El suahili és una llengua bantu de la branca sabaki. A la classificació geogràfica de Guthrie, el suahili es troba a la zona bantú G, mentre que les altres llengües sabaki es troben a la zona E70, comunament sota el nom de nyika. Els lingüistes històrics consideren la influència àrab sobre el suahili per ser significativa, ja que pren al voltant del 40% del seu vocabulari directament de l'àrab, i es va estendre inicialment pel comerç àrab d'esclaus al llarg de la costa de l'Àfrica oriental.

## Consideracions socioculturals

### Glotònim
El glotònim suahili, procedeix de l'adjectiu àrab سواحلي, sawāḥilī, ‘costaner’, ‘riberenc’, que al seu torn deriva de سواحل, sawāḥil, ‘costes’. Aquesta denominació es va aplicar als habitants de la costa d'Àfrica Oriental que depenien de l'antic sultanat d'Oman (des Kilwa fins a Berbera). En català, la forma swahili s'ha adaptat ortogràficament en la forma normativa suahili.
En suahili la llengua es diu kiswahili, on ki- és un prefix que s'afegeix a topònims per referir-se'n a la llengua. Per exemple, de la paraula Hispania, ‘Espanya’, es forma kihispania, ‘(idioma) espanyol’.

### Evolució històrica
L'origen de la llengua és imprecís i s'ha de situar en el contacte a la costa africana de l'Oceà Índic, en particular a l'illa de Zanzíbar, entre comunitats bantus, àrabs i perses, que va donar origen a la civilització suahili entre els segles viii a xii. El suahili té literatura escrita en alfabet àrab a partir del segle xiii. Un dels primers documents coneguts en suahili és un poema èpic titulat Utendi wa Tambuka ("La Història de Tambuka"), que està datat l'any 1728.

### Situació actual
És la llengua oficial d'Uganda, Tanzània i Kenya, i també de la Unió Africana (junt amb l'anglès, el francès, l'àrab, l'espanyol i el portuguès). A la R.D. del Congo té la consideració de "llengua nacional". És utilitzada per uns 80 milions de persones a l'Àfrica Oriental i es considera la seva "lingua franca" en un territori on hi ha desenes d'altres llengües. Curiosament, només el 2% de la població local la considera la seva llengua materna en les enquestes sociolingüístiques.
Es preveu un constant augment dels parlants de suahili, a mercè de la importància concedida fonamentalment per les institucions educatives de Kenya i Tanzània, on és llengua oficial, i pel creixent interès per part de la comunitat afroamericana en el seu estudi i difusió com a llengua de construcció panafricana.

## Alfabet
El suahili es va escriure amb l'alfabet àrab fins al segle xviii, però la forma escrita habitual en l'actualitat utilitza l'alfabet llatí. Recentment es va desenvolupar el sistema d'escriptura mandombe per a diverses llengües centreafricanes, entre elles el suahili, encara que el seu ús és minoritari. L'ortografia moderna és altament fonèmica, pel que la seva lectura i pronunciació és bastant senzilla, a diferència de l'anglès i francès, on les grafies etimològiques predominen sobre les fonèmiques, particularment en les vocals.

## Descripció lingüística
El suahili és una llengua aglutinant i flexiva, la qual cosa significa que en general cada paraula és clarament segmentable en afixos de significat gramatical bastant precís.

### Pronunciació
Les regles de pronunciació del suahili són molt simples. Totes les paraules són planes, excepte Zànzibar. Totes les lletres que s'escriuen es pronuncien.
Totes les síl·labes acaben en vocal, però una m o una n poden ser per si soles una síl·laba. Les vocals són com en castellà, només en tenen cinc. Les consonants, com en català, amb les següents puntualitzacions:
- Es distingeix entre b i v com a Valls o al valencià. La b seria sempre semblant a la b catalana intervocàlica (AFI: [ɓ]), fins i tot a principi de mot.
- La c només s'usa en el dígraf ch pronunciat tx (AFI: [tʃ]).
- La d seria sempre com la d catalana intervocàlica (AFI: [ð]), fins i tot a principi de mot.
- La g és sempre com a ga, mai com a ge, fins i tot davant d'e o i. Seria aproximadament com la g catalana intervocàlica (AFI: [ɠ]) en qualsevol posició, fins i tot a principi de mot.
- El dígraf gh, utilitzada només en alguns manlleus, sona com una r francesa, gutural (AFI: [ʁ])
- La h és aspirada (AFI: [h])
- La i és sempre vocal (AFI: [i])
- La j és l'africada palatal (com a Menorca o al valencià), com si fos tj (AFI: [ɗʒ])
- El dígraf kh és com la j en castellà, una mena d'h aspirada més forta, com a Khomeini o Khartum (AFI: [x])
- El dígraf ng es pronuncia com una n i una g (AFI: [ŋɡ])
- El dígraf ng' es pronuncia com una n nasal, com a sang, però sense que es noti la g en ajuntar-hi una vocal (AFI: [ŋ])
- El dígraf ny és com en català, de manera que està molt mal pronunciat dir kènia en lloc de kenya (AFI: [ɲ])
- La q no existeix
- La r és sempre un so entremig entre r i rr (tant al començament de mot com entre vocals). Sovint la gent la pronuncia l i els ultrapuristes rrr (AFI: [r])
- La s és sempre sorda (AFI: [s])
- El dígraf sh es pronuncia com la x a "xocolata" (AFI: [ʃ])
- La u és sempre vocal (AFI: [u])
- La v és la fricativa labiodental sonora i es diferencia de la b com es fa a les illes, al valencià, a Valls o al francès (AFI: [v])
- La w és la u semivocàlica (AFI: [w])
- La x no existeix
- La y és la i semivocàlica (AFI: [j])
- La z és com la s sonora al català (AFI: [z])

### Fonologia
L'inventari fonèmic del suahili estàndard té cinc fonemes vocàlics: /ɑ/, /ɛ/, /i/, /ɔ/, i /u/. A més el suahili no té diftongs; en combinació de vocals, cada lletra es pronuncia separadament. Per tant, la paraula suahili per a "lleopard", Chui, es pronuncia [tʃu.i], amb hiatus.
El següent quadre presenta l'inventari de consonants en suahili. En parèntesi apareixen els al·lòfons, en cursiva la grafia i entre barres els fonemes.
|                          | Bilabial | Labio- dental | Dental   | Alveolar | Post- alveolar | Palatal       | Velar    | Glotal |
| ------------------------ | -------- | ------------- | -------- | -------- | -------------- | ------------- | -------- | ------ |
| Nasal                    | m /m/    |               |          | n /n/    |                | ny /ɲ/        | ng’ /ŋ/  |        |
| Prenasalitzada nasal     | mb /mb/  |               |          | nd /nd/  |                | nj /ɲɟ/~/ndʒ/ | ng /ŋɡ/  |        |
| Implosiva                | b /ɓ/    |               |          | d /ɗ/    |                | j /ʄ/         | g /ɠ/    |        |
| Oclusiva                 | p /p/    |               |          | t /t/    | ch /tʃ/        |               | k /k/    |        |
| Aspirada                 | (p /pʰ/) |               |          | (t /tʰ/) | (ch /tʃʰ/)     |               | (k /kʰ/) |        |
| Fricativa prenasalitzada |          | mv /ɱv/       |          | nz /nz/  |                |               |          |        |
| Fricativa sonora         |          | v /v/         | (dh /ð/) | z /z/    |                |               | (gh /ɣ/) |        |
| Fricativa sorda          |          | f /f/         | (th /θ/) | s /s/    | sh /ʃ/         |               | (kh /x/) | h /h/  |
| Vibrant múltiple         |          |               |          | r /r/    |                |               |          |        |
| Aproximant lateral       |          |               |          | l /l/    |                |               |          |        |
| Aproximant               |          |               |          |          |                | y /j/         | w /w/    |        |

## Gramàtica
Com altres llengües bantu, funciona amb un sistema de classes nominals, és a dir hi ha tipus de noms segons el significat que es comporten de manera diferent en el pla morfosintàctic. Actualment perviuen 18 de les 22 classes històriques.
La classe 1 es refereix a les persones i s'indica mitjançant el prefix m-. Per extensió es pot aplicar a altres éssers, en un procés de personificació. La classe 2 és el plural de la primera, i s'aplica també a col·lectius de persones en singular. Les classes 3 i 4 s'usen per a les plantes, en singular i en plural, i es marquen amb el mateix prefix m- (amb al·lomorfs o variants) i mi-. Les 5 i 6 desginen fruits en singular i plural i venen indicades amb els prefixos j- i ma- respectivament. Les següents dues classes es refereixen a objectes inanimats, essent ki- o ch- la marca de cosa singular i vi- la del plural. Els animals i les paraules d'altres llengües de classificació semàntica dubtosa es codifiquen amb n-, independentment del nombre gramatical. Els mots iniciats en u- indiquen també indefinició semàntica però de veus patrimonials o bé substantiuds abstractes. Els noms derivats d'un verb es formen amb ku- o kw-. Les tres darreres classes expressen relació de lloc: la 16 (que es marca amb pa-) expressa proximitat; la 17 (ku-), direcció i els noms amb mu- locatius expressen que quelcom està dins una altra entitat, sigui en sentit físic o figurat.
No existeix l'article ni determinat ni indeterminat.

### Gènere i nombre
Les classes influeixen en la formació del singular i el plural:
mtoto anawika bwana (el nen saluda el senyor)
watoto wanawika bwana (els nens saluden el senyor)
mtoto anamkia mabwana (el nen saluda els senyors)
watoto wanamkia mabwana (els nens saluden els senyors)
No hi ha gènere gramatical, va implícit en el context.

### Verbs
- No existeix el verb ser; el copulatiu és la partícula invariable: "ni"
  - Karoli ni mtoto (En Carles és un nen)
- L'infinitiu dels verbs es forma amb "KU"
  - Kusema: parlar
- El present és la partícula "na":
  - Mimi ninawika mama (jo saludo la senyora)
- La primera lletra indica la persona:
  - mimi ninasema kiswahili (jo parlo suahili)
  - unasema kiswahili (tu parles suahili)

### Motivació semàntica
Encara que el sistema de classes de substantius del suahili és tècnicament basada en el gènere, hi ha una diferència del gènere gramatical de les llengües europees: en suahili, les assignacions de classe de substantius és encara en gran part motivada semànticament, mentre que en els sistemes europeus són principalment arbitraris. Tanmateix, les classes no es poden entendre com a categories simplistes com 'gent' o 'arbres'. Més aviat, hi ha extensions de significat, paraules similars a aquelles extensions, i llavors extensions una altra vegada des d'aquests. El resultat final és una xarxa semàntica que tenia sentit a l'època, i sovint encara en té de sentit, excepte quan pot estar confonent a un no-parlant.

## Vocabulari
Un mot català provinent del suahili és safari, que s'escriu igual i vol dir "viatge". Altres mots i expressions en suahili que són coneguts en el nostre context cultural provenen principalment del cinema, com són:
- Simba: lleó (nom del protagonista del Rei Lleó)
- Rafiki: amic (nom de l'amic del protagonista del Rei Lleó)
- Hakuna matata: cap problema (cançó del Rei Lleó i utilitzada a bastament a la sèrie L'imperdible Parker Lewis. En realitat és una forma dialectal utilitzada molt pels turistes, i en estàndard seria hakuna matatizo)
- Tembo: elefant (de les pel·lícules de Tarzan)
- Bwana: senyor (de les pel·lícules de safaris)
- Bibi: senyora (de les pel·lícules de safaris)
- Malaika: àngel (títol d'una cançó popularitzada per Boney M)

Malgrat que sovint es diu que és un dialecte de l'àrab, el suahili és una llengua bantu que ha assimilat multitud de manlleus d'altres llengües, especialment de l'àrab, en efecte, però també del portuguès i de l'anglès. Per exemple, de l'àrab:
- Kitabu: llibre
- Darasa: classe
- Barua: carta
- Kalamu: llapis (en realitat l'origen primer ve del llatí calamus, d'on va passar a l'àrab i d'allí al suahili)

Del portuguès:
- Meza: taula
- Tarumbeta: trompeta
- Kireno: portuguès (de ki-, que és el prefix propi de les llengües, com el català -ès, i reno, que fa referència al regne de Portugal)

De l'anglès:
- Benki: banc
- Dereva: conductor (de driver)
- Gari: cotxe (de car)

### Frases útils
- Je, Kuna mtu anayasema kikatalani? : Perdona, hi ha algú que parli català?
- Je, Kuna mtu anayasema kihispania? : Perdona, hi ha algú que parli espanyol?

### Salutacions i cortesia
- (si)Jambo: Hola *
- Usiku Mwema: Bona nit
- Hakuna matata: Tot bé, sense problemes
- Habari: Què tal?
- Shikamoo: Salutació de respecte a autoritats o persones grans
- Marahaba: Resposta a shikamoo
- Bwana: Senyor
- mama: Senyora
- pole sana: Em sap molt greu (per tu)
- Samahani: Disculpa'm, perdona'm
- Asante: Gràcies
- kwa heri : Adéu
- Hujambo: Com estàs?
- Karibu: Benvingut

nota: jambo és una paraula que es diu a gent que suposadament no coneix l'idioma. Si parles suahili, la resposta és sijambo, si no el parles la resposta és jambo a seques.

### Neologismes
- hoteli: hotel (de l'anglès hotel)
- baisikeli: bicicleta (de l'anglès bicycle)
- polisi: policia (de l'anglès police)
- kadi: targeta (de l'anglès card)
- pixa: fotografia (de l'anglès picture)
- maji: aigua (de l'àrab mā)
- safi: net (de l'àrab sāfī, 'pur')
- krismasi: nadal (de l'anglès Christmas)
- daktari: metge (de l'anglès doctor)
- askari: guàrdia (de l'àrab `askarī, 'soldat')
- kondom: condó (de l'anglès condom)
- vinyo : vi (del portugues "vinho")
- meza : taula (del portugues "taula")
- bendera : bandera (del portugues "bandeira")
- limau : llimona (del portugues "limão")

Nota: una gran part del vocabulari prové de l'àrab, anglès i portuguès per raons històriques, econòmiques i colonitzadores.
La major part dels estrangerismes, no tots, acaben amb I, la qual cosa els fa fàcilment identificables. També hi ha llengües que han pres paraules del suahili, com per exemple, en francès ananas (pinya).

### Menjar/estris
- baridi: fregeixo (de l'àrab bārid)
- chumvi: sal
- kahawa: cafè (de l'àrab qahwa)
- chai: te (de l'àrab shāy)
- sukari: sucre (de l'àrab sukkar)
- chakula: menjar
- nyama: carn
- limau : llimona (del portuguès)
- vinyio: vi (del portuguès)
- ananas : pinya

### Animals
- jogoo: gall
- simba: lleó
- popo: ratpenat
- pweza: pop

### Gramaticals
- sasa: ara
- zaidi: més (de l'àrab ziyāda)
- chache zaidi: menys

### Útils
- meza: taula
- jua kali: molt sol
- mtoto: nen
- hoteli ja chakula: restaurant
- dala dala: autobús
- chumba: habitación
- choo: lavabo
- rafiki: amic (de l'àrab rafīq, 'company')

### Colors
- nyeupe: blanc
- nyeuse: negre
- blu: blau (de l'anglès blue)

Nota: en suahili es diria rangi ja blu; color de blau

### Diversos
- Pole pole: Més a poc a poc[7]
- Bandera: Bandera
- Hakuna Matata/Hakuna matatizo/Hamna matatizo: No hi ha problema
- Nairobi: Aigua fresca

### Números
- zero : sifuri (de l'àrab sifar)
- un: mulla
- dos: mbili
- tres: tatu
- quatre: Nne
- cinc: Tano
- sis: Situada (de l'àrab sitta)
- set: Saba (de l'àrab saba`a)
- vuit: Nane
- nou: Tisa (de l'àrab tisa)
- deu: Kumi
- onze: Kumi na mulla
- vint: Ishihirini (de l'àrab `ishrīn)
- primer: a kwanza
- segon : a pili

Nota: curiosament, els nombres procedents de l'àrab s'usen amb article, malgrat que no hi ha l'article en el suahili.

### Direccions
- kulia: dreta
- kushoto: esquerra
- kilometri: quilòmetre

### Vehicles
- gari: cotxe (de l'anglès car)
- pikipiki: moto
- mafuta: gasolina
- forbaifor: tot terreny (de l'anglès four by four: 4x4)
- Dala dala: autobús / furgoneta de transport de viatgers

### Verbs
- Kusema: parlar
- Kuwika: saludar
- Kuhitaji: necessitar (nahitaji: necessito, sihitaji: no necessito)

nota: com s'explicarà més endavant, el KU indica que el verb està en infinitiu

### Mesos
- januari: gener
- februari: febrer
- machi: març
- aprili: abril
- mei: maig
- juni: juny
- julai: juliol
- agosti: agost
- septemba: setembre
- octoba: octubre
- novemba: novembre
- desemba: desembre

nota: tots els mesos són estrangerismes provinents de l'anglès, també existeix una forma alternativa d'anomenar als mesos, p. ex.: mwezi ja pili, segon mes, literalment.

## Cultura popular
En el single "Liberian Girl" de Michael Jackson de l'any 1987 la introducció que es repeteix al llarg de la cançó és la frase en suahili "Nakupenda pia, nakutaka pia, mpenzi wee! " que significa "t'estimo també, t'estimo també, amor meu!"
L'any 1994, a les mans de la factoria Disney, va veure la llum l'inici de la saga de The Lion King. Pel·lícules d'animació artesanal basant-se en les aventures del jove cadell de lleó hereu del regne. A l'esmentada pel·lícula, es van usar un gran nombre de paraules íntegres sense traduir del suahili que, tant en la seva època, com a partir de llavors, van romandre a boca de la societat, fins i tot malgrat desconèixer l'idioma per si mateix; segurament, la frase Hakuna Matata és l'exemple més clar d'aquest fet.
El compositor Christopher Tin va crear per al videojoc Civilization IV la cançó "Baba Yetu" que també és la cançó debut del seu àlbum "Calling All Dawns". La lletra correspon ni més ni menys al parenostre en suahili.

## Mostra de text
Declaració Universal dels Drets Humans
(Swa) Watu wote wamezaliwa huru, hadhi na haki zao ni sawa. Wote wamejaliwa akili na dhamiri, hivyo yapasa watendeane kindugu.
(Per) Tots els éssers humans neixen lliures i iguals en dignitat i drets. Dotats com estan de raó i consciència, han de comportar-se fraternalment els uns amb els altres en un esperit de germanor.

## Identitat religiosa i política

### Religió
El suahili va tenir un paper important en la difusió tant del cristianisme com de l'islam a l'Àfrica oriental. Des de la seva arribada a l'Àfrica oriental, els àrabs van portar l'islam i van establir madrasses, on van utilitzar el suahili per ensenyar l'islam als nadius. A mesura que creixia la presència àrab, cada cop més nadius es van convertir a l'islam i se'ls va ensenyar la llengua suahili.
Des de l'arribada dels europeus a l'Àfrica oriental, el cristianisme es va introduir a la regió. Mentre que els àrabs es van basar majoritàriament a les zones costaneres, els missioners europeus van anar més a l'interior estenent el cristianisme. Com que els primers llocs missioners a l'Àfrica oriental eren a les zones costaneres, els missioners van agafar el suahili i el van utilitzar per difondre el cristianisme, ja que contenia moltes similituds amb altres llengües indígenes de la regió.

### Política
Durant la lluita per la independència de Tanganyika, la Unió Nacional Africana de Tanganyika va utilitzar el suahili com a llengua d'organització de masses i moviment polític. Això incloïa la publicació de fulletons i emissions de ràdio per reunir el poble per lluitar per la independència. Després d'aconseguir la independència, el suahili va ser adoptat com a llengua nacional. Fins al dia d'avui, els tanzanians tenen un sentiment d'orgull pel que fa al suahili, especialment quan s'utilitza per unir més de 120 tribus de Tanzània. El suahili es va utilitzar per enfortir la solidaritat dins de la nació i segueix sent una identitat clau del poble de Tanzània.

## Situació actual
Actualment, un 90% dels aproximadament 39 milions d'habitants de Tanzània parlen suahili. La població de Kenya és comparable, però la prevalença del Swahili és molt menor tot i que està força estès. La majoria dels Kenyans que han accedit a l'educació són capaços de comunicar-se de forma fluida en Swahili, ja que és una assignatura obligatòria a l'escola des del primer curs. Les 5 províncies de l'est de la República Democràtica del Congo també són suahiliparlants. Segons s'informa, prop de gairebé la meitat dels 66 milions de congolesos el parlen; i està començant a rivalitzar amb el Lingala com llengua més important del país. A Uganda, els Baganda i els residents a Buganda normalment no parlen Swahili, però és llengua d'ús comú en uns 25 milions de persones a la resta del país, i s'està implantant actualment a les escoles de la nació, promogut per la Comunitat de l'Àfrica Oriental. L'ús del suahili en altres països és comunamen exagerada, sent comú únicament en llocs comercials, en part gràcies als refugiats, o prop de les fronteres amb Kenya i Tanzània. Tot i això, els suahiliparlants poden ser de 120 a 150 milions de persones. Moltes de les institucions del món han respost a la creixent importància del Suahili. És un dels idiomes que figuren en les estacions de ràdio del món, com a la BBC World Service, Voice of America, Deutsche Welle, Voice of Russia, China Radio International, Radio France Internationale, Radio Sudan, i Radio South Africa. El Suahili es parla a Oman, principalment pels descendents d'aquells que es van repatriar de Zanzíbar després de la caiguda del sultanat de Zanzíbar.